# NGC 2255
NGC 2255 ist eine Spiralgalaxie vom Hubble-Typ SBc im Sternbild Taube, die von dem Astronom John Herschel mithilfe seines 18,7-Zoll-Spiegelteleskops am 2. Februar 1835 entdeckt wurde, und die infolge im New General Catalogue verzeichnet ist.